# Linebacker

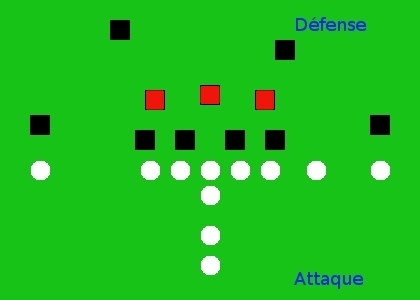
A linebacker (piros színnel) egy tipikus 4–3 defense formációban

A linebacker (LB) azaz sorhátvéd az amerikai futballban a védőoldal (defense) játékosa. A pozíciót Fielding Yost amerikaifutball-edző találta ki. A sorhátvédek a védekező sorjátékosok mögött állnak fel. A sorhátvéd az offense quarterbackjének a megfelelője, lényegében ők a defense vezérei. A pályán lévő linebackerek száma befolyásolja a védelem lehetőségeit. A sorhátvédek mezeinek a számai az offense centerjével együtt az 50 és 59 között vannak.

## Jellemzői
A sorhátvéd fontos tulajdonsága az erős fizikum, hogy ellen tudjon állni a támadó sorjátékosok blokkolási kísérleteinek, de legyen elég gyors és mozgékony is, hogy képes legyen fedezni a passzokat az átvevő játékossal szemben. Ezenfelül jó helyzetfelismerő képességgel kell rendelkeznie, hogy gyorsan és pontosan tudjon helyezkedni. Így összességében a sorhátvéd a defense mindenese, és csak kiváló képességű emberek tudják a feladatait maradéktalanul ellátni.

## Feladatai
Lényegében támogatnia kell a védekező sorjátékosokat, fedeznie a védőket az emberfogásban, valamint a labdát birtokló ellenfél szerelésében is segítenie kell. Amennyiben passzjáték van, visszahúzódik, és segít fedezni a potenciális fogadókat.
A sorhátvéd munkája sokszor a védelem által nem fedezett támadó sorjátékosokhoz vagy futójátékosokhoz igazodik. Biztosítania kell a pálya középső részét. Ha a támadójáték középen zajlik, a sorhátvéd előremegy a tolongás felé és blokkolja a támadósor tagjait, vagy blitz reményében a quarterbacket. Ha átkaroló akció folyik, azaz a labdát a pálya külső oldalán vagy
a szoros szélsőkön kívül vezetik, akkor a sorhátvéd feladata a labda követése is, hogy szerelhesse a hordozó játékost.

## Típusai
A pályán lévő linebackerek száma – a védelmi taktikától függően – három vagy négy lehet.

Ha három van, akkor a következő az elnevezésük:
- Strong-side linebacker (SLB): A strong-side az az oldal, ahol a tight end foglal helyet. Kódneve Sam. Mivel a running back játékosok általában a tight endek oldalára irányulnak és az ő blokkjuk mellett futnak el, ezért a linebackernek gyakran kell a running backeket szerelniük. Mivel ő a legerősebb linebacker, gyakran ráküldik a quarterbackre, ez a blitz.
- Middle linebacker (MLB): Szinte mindig a Mike kódnevű linebacker a védekező team vezére. Általában ő dönti el, hogy mit játszik a védelem, ő beszél az edzőkkel is. Fő feladata a futások megállítása, illetve a passznál az emberfogás vagy zónázás.
- Weak-side linebacker (WLB): Kódneve: Will. Ő a leggyorsabb a három linebacker közül, mivel leggyakrabban passz elleni védekezésre használják. Természetesen a futás ellen is védekeznie kell, ha arra kerül a sor. Általában bizonyos keretek közt ugyan, de szabad szerepet kap.

Ha négy linebacker van, akkor outside, illetve inside linebackerként hivatkoznak rájuk. Ezt a felállást leginkább akkor alkalmazzák, ha az ellenfél gyakrabban passzol. Ilyenkor mindkét külső linebackert alkalmazhatják a „pass rush”-ra. A két belső linebacker közül az egyik nagyobb, robusztusabb (a futás ellen hasznos), míg a másik gyorsabb, és inkább a passz elleni védekezés az erőssége. Ilyenkor Mike lesz a kódneve, annak, amelyik az SLB-hez van közelebb, és Jack vagy Buck, amelyik a WLB-hez. Hivatalosan LILB és RILB, azaz Left és Right inside linebacker a nevük.